# Кафр-Бирим
Кафр-Бирим, или Кефр-Берем (араб. كفر برعم‎, ивр. כְּפַר בִּרְעָם‎) — палестинская христианская деревня расположенная на севере современного Израиля, в 4 км к югу от ливанской границы и в 11,5 км к северо-западу от Цфата. Деревня была расположена в 750 метрах над уровнем моря, с церковью на высоте 752 метров. Церковь была построена на руинах старой церкви, разрушенной во время землетрясения 1837 года. В 1945 году в Кафр-Бириме проживало 710 человек, большинство из них христиане. К 1992 году единственными сохранившимися сооружениями были церковь и колокольня.

## История

### Древность
Кафр-Бирим построен на месте древней еврейской деревни Кфар-Барам, от которой происходит название. Сохранились остатки синагоги III века Кфар-Барама. Считается, что в Кфар-Бараме похоронен раввин Финеас Бен Иаир (II-й век н. э.).

### Средневековье
Путешественник в XIII веке описал её как арабскую деревню с остатками двух древних синагог.

### Под властью Османской империи
В 1596 году Кафр-Бирим появился в османском налоговом регистре как принадлежащий нахии Джира в Лива Сафаде. В нём проживало 114 семей и 22 холостяка.
Кафр-Бирим был сильно повреждён во время землетрясения 1837 года, местная церковь и ряд колонн из древней синагоги рухнули. В 1852 году было подсчитано, что в деревне проживало 160 мужчин, все марониты и мелкиты. Во время резни христиан в Сирии в 1860 году, мусульмане и друзы напали на деревню.
В 1881 году в ходе исследований западной Палестины, проведенного Палестинским фондом исследований было определено, что эта деревня была построена из камня в окружении садов, оливковых деревьев и виноградников с населением от 300 до 500 человек.
Перепись населения в 1887 году показал, что в Kафр-Бириме было около 1 285 жителей, все христиане.

### Под Британским мандатом
В переписи Палестины 1922 года, проведенной британскими властями, Кафр-Бирим имел население 469 человек; все христиане, все были маронитами. По переписи 1931 года в деревне было 554 человека; 547 христиан и 7 мусульман, в общей сложности 132 дома.
В 1945 году Кафр-Бирим имел население 710 человек, состоящее из 10 мусульман и 700 христиан, с 12 250 дунамами земли, согласно официальному земельному и демографическому обследованию. Из них 1 101 дунам был орошен или использован для плантаций, 3 718 для зерновых, в то время как 96 дунамов были классифицированы как городские земли.
Население деревни в 1948 году оценивалось в 1050 жителей.

### Как территория Израиля

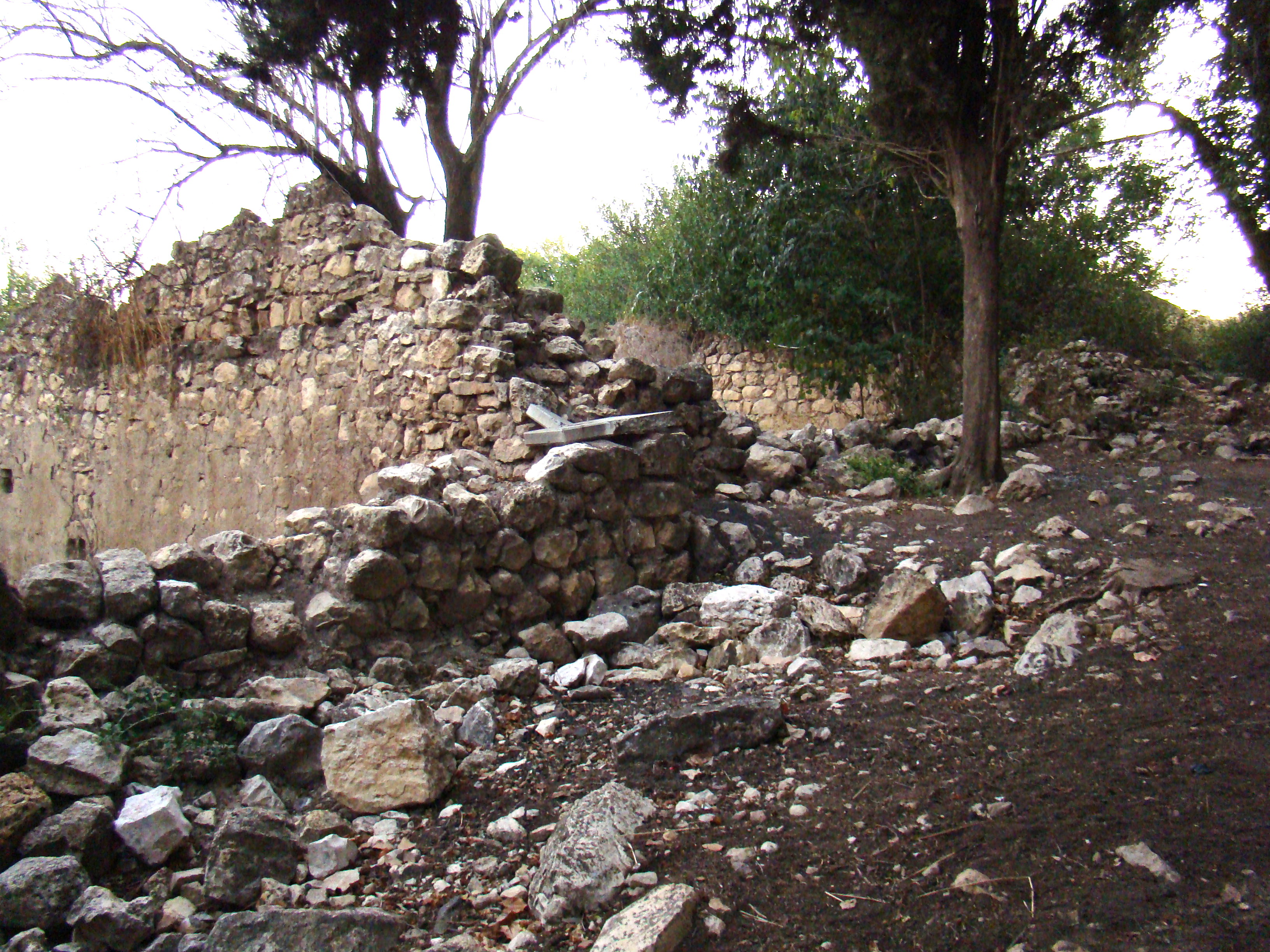
Руины деревни

Кафр-Бирим был захвачен Хаганой 31 октября 1948 года во время операции «Хирам». В ноябре 1948 года большинство жителей были выселены, до окончания военной операции, но впоследствии никому не разрешили возвратиться. Сегодня жители деревни и их потомки насчитывают около 2000 человек в Израиле. Кроме того, в Ливане и в западных странах также проживают сельские жители и их потомки.
В 1949 году при частом проникновении через границу с Ливаном, Израиль не разрешил жителям деревни вернуться в Кафр-Бирим на том основании, что еврейское поселение в этом месте будет препятствовать проникновению неприятеля через границу. Кибуц Кфар-Барам был создан демобилизованными солдатами на месте деревни.
В 1953 году жители бывшего Кафр-Бирима подали в Верховный суд Израиля, чтобы вернуться в свою деревню. Суд постановил, что власти должны ответить, почему им не разрешили вернуться. 16 сентября 1953 года деревня была снесена, а 1170 гектаров земли были экспроприированы государством.
Лидер мелькитов в Израиле архиепископ Георгиос Хаким предупредил Ватикан и другие церковные власти, а израильское правительство предложило жителям деревни компенсацию. Архиепископ Хаким принял компенсацию за землю, принадлежащую деревенской церкви.
Летом 1972 года жители деревень Кафр-Бирим и Икрит вернулись для ремонта своих церквей и отказались уезжать. Их действие поддержал преемник архиепископа Хакима, архиепископ Иосиф Рая. Полиция увезла их силой. Правительство запретило возвращение жителей деревни, с тем чтобы не создавать прецедента. В августе 1972 года большая группа израильских евреев отправилась в Кафр-Бирим и Икрит, чтобы продемонстрировать солидарность с жителями деревни. Несколько тысяч оказались для демонстрации в Иерусалиме. Израильские власти заявили, что большинство жителей деревни получили компенсацию за свои потери, однако жители деревни заявили, что они получили компенсацию лишь за небольшую часть своих владений. В 1972 году правительство отменило все законы «закрытых регионов» в стране, но затем восстановило эти законы для двух деревень Кафр-Бирим и Икрит.
Это встретило критику со стороны оппозиционных партий. В ходе избирательной кампании 1977 года Менахем Бегин, тогдашний лидер правой партии «Ликуд», пообещал жителям деревни, что они смогут вернуться домой, если он будет избран. Это обещание стало для него большим позором после того, как он выиграл, и решение по этому вопросу было отложено на бессрочно. Министру сельского хозяйства было поручено сообщить общественности о том, что специальный комитет кабинета министров принял решение о том, что жителям деревень Кафр-Бирим и Икрит не будет разрешено вернуться.
24 марта 2000 года папа Иоанн Павел II обратился к премьер-министру Израиля Эхуду Бараку с призывом свершить правосудие в отношении изгнанного населения Кафр-Бирима.